# 福田時雄
福田 時雄（ふくだ ときお） のち 森山 時雄（もりやま ときお、1915年2月10日 - 2001年1月6日）は、日本の陸上競技（障害走）選手・指導者、実業家、美術収集家。1936年ベルリンオリンピックに男子400メートルハードルで出場。

## 生涯
島根県出身。県立大社中学校（現在の島根県立大社高等学校）卒業。
関西大学に入学。1936年ベルリンオリンピックで日本代表選手となり、男子400メートルハードルに出場。
1937年9月5日、日本陸上競技選手権大会400メートルハードルにおいて、当時の日本学生記録（54秒8）をマーク。
1938年（昭和13年）関西大学法学部卒業。醸造業を営み、島根県醤油工業協同組合理事長を務めた。
万葉集を皮切りとして古典・古美術に関心を寄せる。松江出身の美術史家相見香雨（1874年 - 1970年）の指導を受けた松江の美術収集家の一人であり、研究も発表した。1985年に『一老美術史家・相見香雨の回想』（私家版）を出版している。
1987年、勲五等双光旭日章受賞。1998年に『一老陸上競技部員の回想』（私家版）を出版した。